# Doddaghatta, Turuvekere
Doddaghatta là một làng thuộc tehsil Turuvekere, huyện Tumkur, bang Karnataka, Ấn Độ.